# Berberis pseudothunbergii
Berberis pseudothunbergii là một loài thực vật có hoa trong họ Hoàng mộc. Loài này được P.Y.Li mô tả khoa học đầu tiên năm 1965.